# ミヒャエル・リッヒ
ミヒャエル・リッヒ（Michael Rich、1969年9月23日 - ）は、ドイツ、フライブルク出身の元自転車競技（ロードレース）選手。

## 来歴
1987年
- ジュニア世界選手権自転車競技大会
  - 個人追抜 3位

1989年
- グランプリ・デ・ナシオン アマ部門 優勝

1990年
- ロードレース世界選手権
  - アマ・チームタイムトライアル(TTT) 2位

1991年
- ロードレース世界選手権
  - アマ・TTT 2位

1992年
- バルセロナオリンピック
  -  団体追抜 優勝（+ ベルント・ディテルト、クリスティアン・メイアー、ウーヴェ・ペシェル）

1997年、サエコと契約を結びプロ転向。
1999年、ゲロルシュタイナーに移籍。
- ラポートツアー 総合優勝

2000年
- グランプリ・ド・ラ・ソム 総合優勝
- ドイツ選手権 ITT 優勝
- ロードレース世界選手権
  - ITT 2位

2002年
- バイエルン一周 総合優勝
- クロノ・デ・エルビエ 優勝
- ロードレース世界選手権
  - ITT 2位

2003年
- バイエルン一周 総合優勝
- ドイツ選手権 ITT 優勝
- クロノ・デ・エルビエ 優勝
- グランプリ・エディ・メルクス 優勝（+ ウーヴェ・ペシェル）
- ロードレース世界選手権
  - ITT 3位

2004年
- ドイツ選手権 ITT 優勝
- グランプリ・デ・ナシオン 優勝
- ロードレース世界選手権
  - ITT 2位

2005年
- チームタイムトライアル・アイントホーフェン 優勝
- バイエルン一周 総合優勝
- ラインラント＝ファルツ・ルントファールト 総合優勝
- ドイツ選手権 ITT 優勝